# علامة سداسية

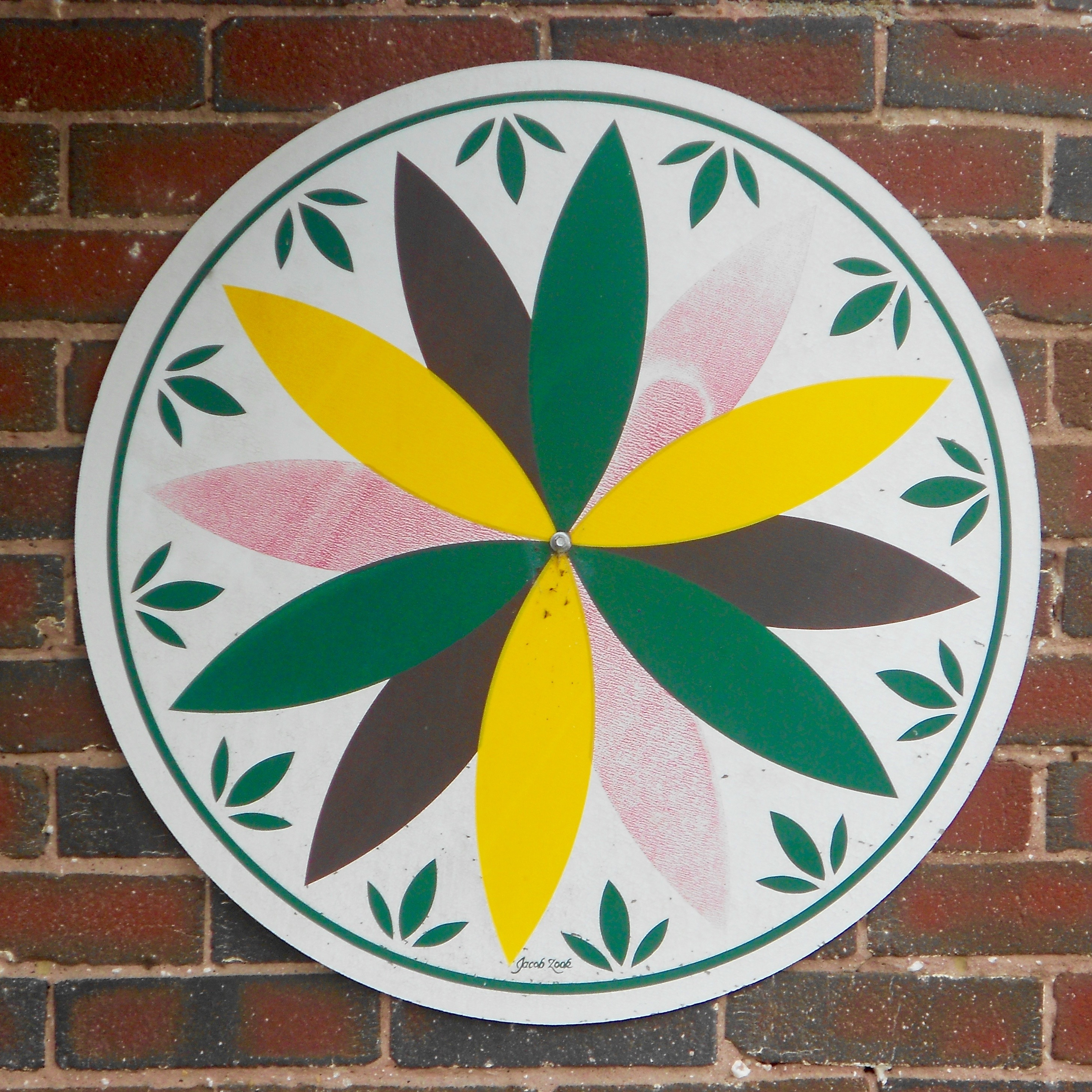
بوصلة ذات 12 نقطة مرفوعة على علامة سداسية

العلامات السداسية هي شكل من أشكال الفن الشعبي الهولندي في بنسلفانيا ، الموجود في التقليد الهولندي الفاخر في ولاية بنسلفانيا .  بدأت لوحات الحظيرة، التي تكون عادة على شكل "نجوم في دوائر"، في الظهور على في أوائل القرن التاسع عشر للميلاد وانتشرت على نطاق واسع بعد عندما أصبح الطلاء التجاري الجاهز متاحًا بسهولة. بحلول الخمسينيات من القرن الماضي، أصبحت العلامات السداسية تستهدف السوق السياحي، وأصبحت شائعة وغالبًا ما تشمل النجوم أو ورود البوصلة أو الطيور المعروفة باسم ديستلفينكس (distelfinks) أو القلوب أو زهور التوليب أو شجرة الحياة . توجد مدرستان فكريتان حول معنى العلامات السداسية. تنسب إحدى المدارس طبيعة تعويذية إلى العلامات؛ والآخر يراها مجرد فن.  تدرك كلتا المدرستين أنه في بعض الأحيان توجد خرافات مرتبطة ببعض موضوعات العلامة السداسية ولا تنسب إليها قوة سحرية قوية.  الأميش لا يستخدمون العلامات السداسية. 
1. ↑  "Hex Signs". LancasterPA.com. مؤرشف من الأصل في 2023-04-17. اطلع عليه بتاريخ 2014-01-14.
2. 1 2  Igou، Brad (1 أكتوبر 2001). "The Story of the Hex Sign". Amish Country News. مؤرشف من الأصل في 2010-02-25. اطلع عليه بتاريخ 2006-08-07.
3. ↑  Richman 2004، صفحة 53.